# 滑冰的牧師
《在德丁斯顿湖溜冰的罗伯特·沃克牧师》（The Reverend Robert Walker Skating on Duddingston Loch），常稱《滑冰的牧師》（The Skating Minister）是亨利·雷伯恩爵士繪製於1790年代的一幅油畫作品，現藏於英國愛丁堡蘇格蘭國家畫廊。實際上在1949年之前這幅畫都沒什麼名氣，之後卻成為了雷伯恩最著名的的畫作之一。它繪製於蘇格蘭啟蒙运动時代，也被當做是蘇格蘭文化的象征。有人懷疑這幅畫其實是法國畫家Henri-Pierre Danloux的作品，但此說沒有得到學界的一致認可。
畫中人物是蘇格蘭長老會牧師羅伯特·沃克，他父親即是該教會成員，1770年15歲時羅伯特·沃克成為愛丁堡長老（Presbytery of Edinburgh），後來加入了愛丁堡滑冰俱樂部，這是世界上最早成立的花樣滑冰俱樂部。 

## 擴展閱讀
- Thomson, Duncan; Gladstone-Millar, Lynne. . National Galleries of Scotland. 2004. ISBN 9781901663853. Tells the story behind this painting. It gives details about the artist, the Reverend, and the setting of the painting.

## 外部連結
- "Scottish art icon 'may be French' " （页面存档备份，存于）, 3 March 2005 article from BBC News.
- Works by Sir Henry Raeburn （页面存档备份，存于） at the National Galleries of Scotland – Online Collections